# Besao
Besao é um município de  quinta classe de renda municipal (d) na província Província da Montanha, nas Filipinas. De acordo com o censo de 1 de maio  de  2020 possui uma população de 6 873 pessoas e 1 738 domicílios.